# Brégy
Brégy és un municipi francès, situat al departament de l'Oise i a la regió dels Alts de França. L'any 2007 tenia 560 habitants.

## Demografia

### Població
El 2007 la població de fet de Brégy era de 560 persones. Hi havia 204 famílies de les quals 48 eren unipersonals (28 homes vivint sols i 20 dones vivint soles), 44 parelles sense fills, 88 parelles amb fills i 24 famílies monoparentals amb fills.
La població ha evolucionat segons el següent gràfic:
Habitants censats

### Habitatges
El 2007 hi havia 230 habitatges, 209 eren l'habitatge principal de la família, 4 eren segones residències i 17 estaven desocupats. 204 eren cases i 25 eren apartaments. Dels 209 habitatges principals, 142 estaven ocupats pels seus propietaris, 63 estaven llogats i ocupats pels llogaters i 4 estaven cedits a títol gratuït; 2 tenien una cambra, 16 en tenien dues, 22 en tenien tres, 56 en tenien quatre i 113 en tenien cinc o més. 161 habitatges disposaven pel capbaix d'una plaça de pàrquing. A 86 habitatges hi havia un automòbil i a 108 n'hi havia dos o més.

### Piràmide de població
La piràmide de població per edats i sexe el 2009 era:
| Homes | Edats   | Dones |
| ----- | ------- | ----- |
| 0     | 95 o +  | 0     |
| 0     | 90 a 94 | 4     |
| 0     | 85 a 89 | 4     |
| 4     | 80 a 84 | 0     |
| 4     | 75 a 79 | 12    |
| 4     | 70 a 74 | 8     |
| 12    | 65 a 69 | 8     |
| 4     | 60 a 64 | 8     |
| 12    | 55 a 59 | 8     |
| 12    | 50 a 54 | 0     |
| 20    | 45 a 49 | 16    |
| 20    | 40 a 44 | 24    |
| 12    | 35 a 39 | 12    |
| 44    | 30 a 34 | 36    |
| 24    | 25 a 29 | 24    |
| 12    | 20 a 24 | 12    |
| 8     | 15 a 19 | 20    |
| 4     | 10 a 14 | 4     |
| 40    | 5 a 9   | 16    |
| 16    | 0 a 4   | 24    |

## Economia
El 2007 la població en edat de treballar era de 371 persones, 306 eren actives i 65 eren inactives. De les 306 persones actives 287 estaven ocupades (154 homes i 133 dones) i 19 estaven aturades (9 homes i 10 dones). De les 65 persones inactives 20 estaven jubilades, 22 estaven estudiant i 23 estaven classificades com a «altres inactius».

### Ingressos
El 2009 a Brégy hi havia 222 unitats fiscals que integraven 591,5 persones, la mediana anual d'ingressos fiscals per persona era de 20.609 €.

### Activitats econòmiques
Dels 14 establiments que hi havia el 2007, 1 era d'una empresa alimentària, 4 d'empreses de fabricació d'altres productes industrials, 4 d'empreses de construcció, 1 d'una empresa de transport, 1 d'una empresa d'hostatgeria i restauració, 2 d'empreses de serveis i 1 d'una entitat de l'administració pública.
Dels 4 establiments de servei als particulars que hi havia el 2009, 1 era un paleta, 1 guixaire pintor, 1 fusteria i 1 lampisteria.
L'únic establiment comercial que hi havia el 2009 era una fleca.
L'any 2000 a Brégy hi havia 5 explotacions agrícoles que ocupaven un total de 1.125 hectàrees.

## Equipaments sanitaris i escolars
L'únic equipament sanitari que hi havia el 2009 era un hospital de tractaments de mitja durada (seguiment i rehabilitació).
El 2009 hi havia una escola elemental integrada dins d'un grup escolar amb les comunes properes formant una escola dispersa.

## Poblacions més properes
El següent diagrama mostra les poblacions més properes.